# ریچ فرانکلین
ریچ فرانکلین (انگلیسی: Rich Franklin؛ زادهٔ ۵ اکتبر ۱۹۷۴) ورزشکار هنرهای رزمی ترکیبی و آموزگار اهل ایالات متحده آمریکا است.
از فیلم‌ها و برنامه‌های تلویزیونی که وی در آن نقش داشته‌است می‌توان به همر و منترونشن اشاره کرد.